# Edenbridge (Anglia)
Edenbridge – miasto w Wielkiej Brytanii, w Anglii, w regionie South East England, w hrabstwie Kent. W 2001 r. miasto to zamieszkiwało 7 808 osób.